# Kibet
Pour les articles homonymes, voir Kibet (homonymie).
Le kibet est une langue nilo-saharienne du groupe des  langues mabanes, parlée au Tchad, dans les régions proches de la frontière centrafricaine.

## Classification
Le kibet appartient au groupe des langues mabanes, une des familles de l'ensemble nilo-saharien. Le kibet est souvent considéré comme étant la même langue que le rounga. Nougayrol, sur 118 lexèmes de base, trouve 98 éléments phonologiquement identiques avec l'aïki, un des parlers rounga, ce qui implique pour lui qu'il s'agit d'une seule langue.
Les locuteurs appellent la langue kábén tàŋ.
On distingue trois dialectes du kibet : le murru (muru, murro) parlé par un millier de personnes dans un village du district de Goz Beïda, le dagel parlé par 5 000 à 6 000 personnes dans le district d'Am Dam, et le kibet proprement dit parlé par 10 000 personnes à l'ouest des deux précédents.

## Phonologie
Les tableaux présentent les voyelles et les consonnes du kibet.

### Voyelles
|         | Antérieure  | Centrale    | Postérieure |
| ------- | ----------- | ----------- | ----------- |
| Fermée  | i [i] ɪ [ɪ] |             | u [u]       |
| Moyenne | e [e] ɛ [ɛ] | ə [ə]       | o [o] ɔ [ɔ] |
| Ouverte |             | ʌ [ʌ] a [a] |             |

Les voyelles longues sont phonèmiques.

### Consonnes
|              |              | Labiales | Alvéolaires | Latérales | Dorsales | Dorsales | Glottales |
| ------------ | ------------ | -------- | ----------- | --------- | -------- | -------- | --------- |
| Palatales    | Vélaires     | Labiales | Alvéolaires | Latérales |          |          | Glottales |
| Occlusives   | Sourde       | p [p]    | t [t]       |           |          | k [k]    |           |
| Occlusives   | Sonore       | b [b]    | d [d]       |           |          | g [g]    |           |
| Occlusives   | Prénasales   | mb [m͡b]  | md [n͡d]     |           |          | ng [ŋ͡g]  |           |
| Fricative    | Sourde       | f [f]    | s [s]       |           | š [ʃ]    |          | h [h]     |
| Fricative    | Sonore       |          | z [z]       |           |          |          |           |
| Affriquée    | Sourde       |          |             |           | c [t͡ʃ]   |          |           |
| Affriquée    | Sonore       |          |             |           | j [d͡ʒ]   |          |           |
| Affriquée    | Prénasales   |          |             |           | nj [n͡d͡ʒ] |          |           |
| Nasale       | Nasale       | m [m]    | n [n]       |           | ñ [ɲ]    | ŋ [ŋ]    |           |
| liquide      | liquide      |          | r [r]       | l [l]     |          |          |           |
| Semi-voyelle | Semi-voyelle | w [w]    |             |           | y [j]    |          |           |

### Tons
Le kibet est une langue tonale.